# افغانستان در المپیک

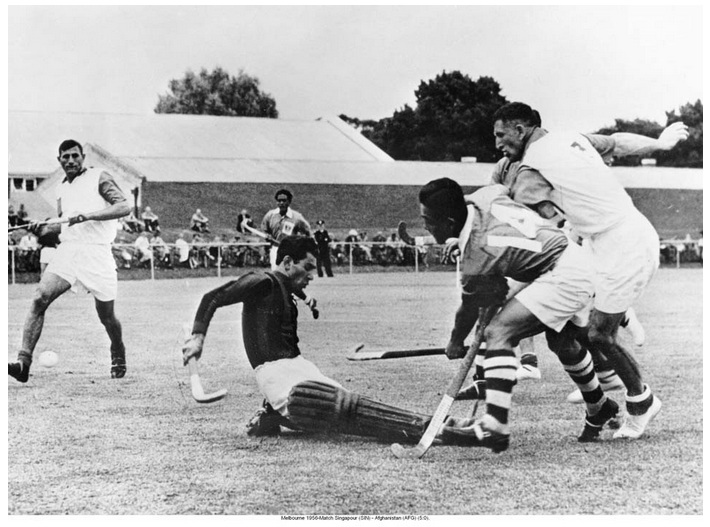
بازی افغانستان با سنگاپور در المپیک تابستانی ۱۹۵۶ در ملبورن استرالیا

افغانستان تاکنون در ۱۲ المپیک تابستانی شرکت کرده‌است. افغانستان برای اولین بار در سال ۱۹۳۶ در برلین شرکت کنندگانی از این کشور را به آلمان اعزام کرد. افغانستان تاکنون در هیچ یک از بازی‌های المپیک زمستانی شرکت نکرده است.

## مدال آوران
| المپیک         | مدال | بازی            | رشته    | در                |
| روح‌الله نیکپای | برنز | المپیک ۲۰۰۸ پکن | تکواندو | در وزن ۵۸ کیلوگرم |
| روح‌الله نیکپای | برنز | المپیک۲۰۱۲ لندن | تکواندو | در وزن ۶۵ کیلوگرم |

## جدول حضور و مدال‌ها
| المپیک          | طلا        | نقره       | برنز       | مجموع      |
| ۱۹۳۶ برلین      | ۰          | ۰          | ۰          | ۰          |
| ۱۹۴۸ لندن       | ۰          | ۰          | ۰          | ۰          |
| ۱۹۵۲ هلسینکی    | حضور نداشت | حضور نداشت | حضور نداشت | حضور نداشت |
| ۱۹۵۶ ملبورن     | ۰          | ۰          | ۰          | ۰          |
| ۱۹۶۰ رم         | ۰          | ۰          | ۰          | ۰          |
| ۱۹۶۴ توکیو      | ۰          | ۰          | ۰          | ۰          |
| ۱۹۶۸ مکزیکوسیتی | ۰          | ۰          | ۰          | ۰          |
| ۱۹۷۲ مونیخ      | ۰          | ۰          | ۰          | ۰          |
| ۱۹۷۶ مونترآل    | حضور نداشت | حضور نداشت | حضور نداشت | حضور نداشت |
| ۱۹۸۰ مسکو       | -          | -          | -          | -          |
| ۱۹۸۴ لس‌آنجلس    | حضور نداشت | حضور نداشت | حضور نداشت | حضور نداشت |
| ۱۹۸۸ سئول       | ۰          | ۰          | ۰          | ۰          |
| ۱۹۹۲ بارسلون    | حضور نداشت | حضور نداشت | حضور نداشت | حضور نداشت |
| ۱۹۹۶ آتلانتا    | ۰          | ۰          | ۰          | ۰          |
| ۲۰۰۰ سیدنی      | حضور نداشت | حضور نداشت | حضور نداشت | حضور نداشت |
| ۲۰۰۴ آتن        | ۰          | ۰          | ۰          | ۰          |
| ۲۰۰۸ پکن        | ۰          | ۰          | ۱          | ۱          |
| ۲۰۱۲ لندن       | ۰          | ۰          | ۱          | ۱          |
| ۲۰۱۶ ریو        | ۰          | ۰          | ۰          | ۰          |